# 孔布洛
孔布洛（法語：Comblot，法語發音：[kɔ̃blo] ⓘ）是法国奥恩省的一个市镇，位于该省东南部，属于莫尔塔涅欧佩什区。

## 地理
孔布洛（48°27'43"N, 0°35'37"E）面积4.31 平方千米，位于法国诺曼底大区奧恩省，该省份为法国西北部内陆省份，北起顺时针与卡爾瓦多斯省、厄尔省、厄尔-卢瓦省、萨尔特省、马耶讷省和芒什省接壤。
与孔布洛接壤的市镇（或旧市镇、城区）包括：库尔容、于讷河畔莫沃、勒潘拉加雷讷、雷韦永。

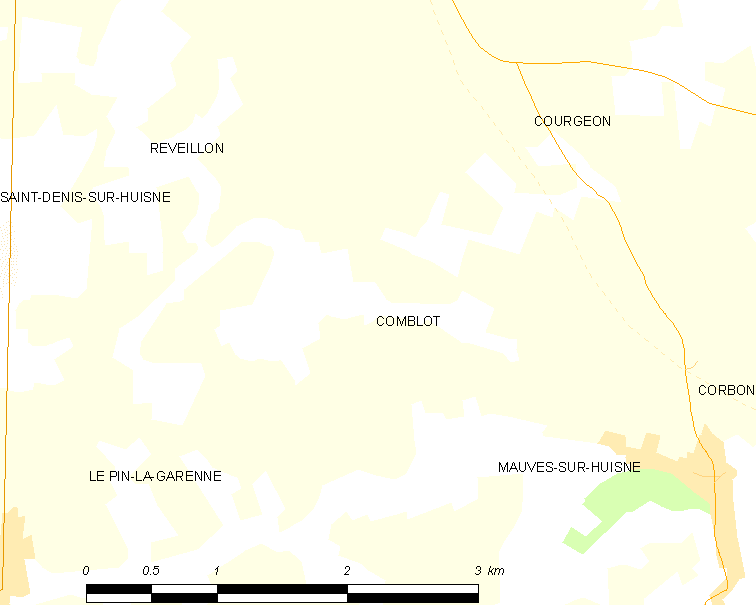
孔布洛的OSM定位图

孔布洛的时区为UTC+01:00、UTC+02:00（夏令时）。

## 行政
孔布洛的邮政编码为61400，INSEE市镇编码为61113。

## 政治
孔布洛所属的省级选区为莫尔塔涅欧佩什县。

## 人口

1962-2008年间孔布洛人口变化图示

孔布洛于2022年1月1日时的人口数量为61人。